# TERU
TERU（テル、1971年〈昭和46年〉6月8日 - ）は、日本のミュージシャン・歌手。ロックバンド・GLAYのボーカリスト。本名、小橋 照彦（こばし てるひこ）。愛称は、テッコ。
北海道函館市出身。函館市立桔梗小学校卒業。函館市立桔梗中学校卒業。北海道函館商業高等学校卒業。身長169cm。妻はPUFFYの大貫亜美。

## 経歴

### 高校時代
1987年
夏頃、小・中学校と一緒である同じサッカー部の先輩に「ちょっとドラムをやってみないか？」と勧誘され、聖飢魔IIのコピーバンドに加入。ドラムを担当し、文化祭で披露した。しかし、加入当初TERUの家にはドラムセットなどなく、親戚の叔母が営むスナック（TERUがよく手伝って料理をしていた）の椅子などを使って練習していたという。ドラムセットは後に購入し、本格的に熱中していく。TAKUROと共にGLAYの活動を始めた頃には、TERUの部屋は防音処置が施されていたとTAKUROは語っている。
1988年
3月、小・中学校の同級生であるTAKUROに誘われ、GLAYを結成。当初はドラマーとしての加入であった。しかし、TAKUROがTERUの家にまだ歌の入っていないデモテープを置き忘れ、歌があったほうが何かとやりやすいだろうと考えたTERUが歌を入れてみたところ、それを聴いたTAKUROが「神がかった声」と感じて腰を抜かした。TAKUROが人生において腰を抜かすほど驚いたのは、この時以外にはBOØWYの「B・BLUE」を初めて聴いた時だけだという。これがボーカリストへ転向するきっかけとなり、新しいドラマーが見つかるまでマイクを天井からぶら下げてドラムを叩きながら歌っていた。しかし、TERU本人はTAKUROが受けた衝撃をあまり理解できていなかったらしく、先輩を新しいボーカルとして連れて来て自分はドラマーに戻ろうとしたが、TAKUROにより却下されボーカルに戻されたという。また、TAKUROは「TERUは自分がボーカルではなく、ドラマーでありたかった」と語っている。同年7月には、GLAYとしての初ライブを行う。
1989年
同じ学校の同学年の友達と「花とゆめ」というバンドを結成。GLAYがライヴハウス等での活動がメインだったのに対して、こちらは主に学校内でのイベントや文化祭でのライブが中心のいわゆる「学園祭バンド」だった。TERUが姉の結婚式でTAKUROと「ずっと2人で…」の原曲を演奏・披露したのも、この頃の話である。

### 上京〜インディーズ時代
1990年〜1993年
高校卒業と同時にGLAYの成功を夢見て上京。赤羽西にあったトッパングラビア東京に勤めるかたわらバンド活動を続けていたが、両立できずに試用期間明けで辞めてしまった。以降、居所を埼玉県所沢市や飯能市等に移し、その後は様々な仕事をしながらバンド活動を行う。

### メジャーデビュー以降
1994年
- 5月25日 - GLAYのボーカリストとしてシングル「RAIN」でメジャーデビュー。

1999年
- 12月6日 - メンバープロデュース・ファンクラブ限定ライブの一環として、TERUプロデュース「THE MEN WHO SOLD THE WORLD」をZepp Tokyoで行う。男性限定のライブであったことから、「男ナイト」と呼ばれ、以後福岡、大阪でも行われることとなる。

2001年
- 4月 - 坂本龍一を中心とする地雷排除支援活動地雷ZEROに協力し、チャリティーソング「ZERO LANDMINE」に参加。

2002年
- 4月29日 - PUFFYの大貫亜美と再婚したことを発表。
- 8月27日 - TERUプロデュース・男性限定ライブ「BOYS ONLY NIGHT」を大阪BIGCATで行う。通算3回目の男ナイトで、チケットは完売。このライブ限定のグッズは現代女浮世絵師であるツバキアンナとTERUのコラボレーションであった。

2003年
- 3月9日 - 大貫亜美との間に女児が誕生（TERUにとっては第3子）。

2004年
- HISASHIと共に禁煙を開始。

2005年
- 7月18日 - 千葉ポートパーク円形広場野外ステージにて、自身がDJを務めるラジオ番組の開始10周年を記念して、イベント『TERU ME NIGHT GLAY 10th ANNIVERSARY SPECIAL 〜Summer of 05〜』を行う。
- ほっとけない 世界のまずしさキャンペーンに参加。
- 12月3日・4日 - 『White Band FES.（ホワイトバンドフェス）』にGLAYとして参加。
- 12月21日 - BUCK-TICKの20周年を記念したトリビュート・アルバム『PARADE〜RESPECTIVE TRACKS OF BUCK-TICK〜』に「悪の華」でHISASHIと共にrallyとして参加。

2007年
- 7月1日から2年間、公共広告機構（現：ACジャパン）のCMに出演。CMテーマは「エイズ」。
- 9月8日 - 「BUCK-TICK FES 2007 ON PARADE」にrallyとして出演[3]。
- 10月14日 - レッドシューズのイベントライブ「WEAR RED SHOES Vol.4」にゲストミュージシャンとして参加[4]。
- 12月3日 - レッドリボンキャンペーンRED RIBBON LIVE 2007にTAKUROとともに出演[5]。
- 12月27日 - JACK IN THE BOX 2007にTAKUROと共にシークレットゲストとして出演。L'Arc〜en〜Cielのhydeとツインボーカルをとり、「誘惑」「HONEY」の二曲を披露した[6]。

2008年
- 4月16日 - ブログ「365の光り」を開設[7]。タイトルの通り、開設年日から1年かけて更新していた[注 2]。
- 11月29日 - レッドリボンキャンペーンRED RIBBON LIVE 2008に出演[8]。

2009年
- 3月11日 - MCUのアルバム『SHU・HA・RI〜STILL LOVE〜』の収録曲「STILL LOVE」に、ボーカルとして参加[9]。
- 11月28日 - レッドリボンキャンペーンRED RIBBON LIVE 2009に出演[10]。

2010年
- 8月28日 - ドラマー永井利光が発起人として開催された宮崎口蹄疫チャリティイベント「MGプロジェクト『宮崎がんばろう！』チャリティー IN 福岡」のプレミアムイベント「"SONG FOR MIYAZAKI" PREMIUM NIGHT」に、友情出演[11]。
- 11月7日 - 宮崎口蹄疫チャリティイベント「口蹄疫義援イベント『がんばっど宮崎』水平線の花火と音楽〜SUPER HANABI ILLUSION 1万発〜」に出演[12]。

2011年
- 3月16日 - 東日本大震災発生の際に、自身のTwitter上で被災者に向けての新曲を無料公開した[13]。この曲は、後にチャリティソング「Thank you for your love」として発表された。
- 5月20日・22日 - 布袋寅泰「30th ANNIVERSARY 第二弾 HOTEI THE ANTHOLOGY “威風堂々”TONIGHT I'M YOURS! 〜GUITARHYTHM GREATEST HITS & REQUEST〜」にスペシャル・ゲストとして参加[14][15]。
- 10月11日 - MONGOL800主催の野外フェス「What a Wonderful World!! 11」に出演[16]。
- 11月27日 - レッドリボンキャンペーンRED RIBBON LIVE 2011に出演[17]。

2012年
- 2月 - グリコのCM「みんなに笑顔を届けたい。冬」編に出演[18]。
- 7月11日 - 江崎グリコとTOKYO FM系『やまだひさしのラジアンリミテッドF』による東日本大震災の被災地支援活動にTAKUROと共に参加し、宮城県本吉郡南三陸町にてシークレットライブを開催した[19]。
- 11月25日 - レッドリボンキャンペーンRED RIBBON LIVE 2012に出演（ゲストとして、TAKUROも出演）[20]。
- 12月4日 - GLAYのマスコットキャラ「ズラー」のモバイル育成ゲーム『ズラーコレクション』（GLAY MOBILE限定）をプロデュース[21]。

2013年
- 1月 - グリコの「みんなに笑顔を届けたい CM」の新シリーズに出演[22]。
- 3月14日 - ライブイベント「みんなに笑顔を届けたいLIVE!2013 supported by Glico」に出演[22]。
- 10月27日 - VAMPS主催のライブイベント「HALLOWEEN PARTY 2013」に、TAKUROと共に出演[23]。
- 11月13日 - 台湾のロックバンドMayday（五月天）のベストアルバム『Mayday×五月天 the Best of 1999-2013』のリード曲「Dancin' Dancin' feat. TERU (GLAY)」に、TAKUROと共に参加[24]。
- 11月24日 - 「レッドリボンキャンペーンRED RIBBON LIVE 2013」に出演（ゲストとして、TAKUROも出演）[25]。

2014年
- 9月12日・22日 - 日本テレビ「ZIP!」あさアニメ『おはようハクション大魔王』にてアニメアフレコ初挑戦の上、本人役で出演[26][27]。

2019年
- 3月1日に配信開始されたサマンサタバサ25周年アニバーサリーソング「ONE -we are one-」（Samantha Thavasa Family名義）の作詞・作曲を手掛け、ボーカルとしても参加した[28]。

2020年
- 5月29日 - 城田優が作詞作曲を手掛けた楽曲「それでも」のボーカルを担当(ギターはHISASHI)。キッカケは城田のInstagramでの生配信を観ていたTERUが、何か一緒にやろうよ」と呼びかけたことから[29]。
- 12月10日 - マキシマム ザ ホルモン主催の企画「ホルモンの新曲俺ならこう歌う選手権!!」に参加[30]。

2023年
- 4月7日 - 北海道函館市にて、初の初の作品展「音の可視化」を開催。これはTERUが自身の歌を音と捉え「可視化したらどう表現できるのか」というテーマのもとに描きためた絵画を展示、会場はGLAYが高校生時代のホームグラウンドとしてライブを行っていた『あうん堂ホール』[31]。

2024年
- 8月2日 - 函館にて行われたイベント「いか踊り」に出演。「いか踊り」を歌うなどして注目を集めた[32]。

2025年
- 2月2日、自身がデザインしたランタンが、台湾・台北市内の「台北ランタンフェスティバル」にて展示された。「実りを待つ木」(等待豊収的樹)と題されたリンゴの木をモチーフにした作品は、故郷である北海道函館市からインスピレーションを得てデザインした、とのこと。また、TERUは「困難な時代だからこそ、音楽と絵画を通して多くの人に希望を与えたい」と語っており、日台友好の願いも込められている、とのこと。同月3日には、蒋万安台北市長や日本の対台湾窓口機関、日本台湾交流協会台北事務所の片山和之代表(大使に相当)らと共に現地を訪れた[33][34]。
- 7月23日、「函館港まつり」内の、2日間にわたって同イベント内で開催のパレード「ワッショイはこだて」の為に書き下ろした楽曲「ワッショイはこだて」を配信リリース[35]。
- 8月2日〜3日、「函館まつり」内のイベント「ワッショイはこだて」に参加[36][37][注 3]。

## 人物
- 自身の名前「照彦」の由来は、母親が西郷輝彦の大ファンであったことから[38][39][40]。
- 血液型はO型。
- 家族構成は両親、姉、妹。
- 高校卒業後は、TAKUROと同じ会社に就職。なお、TAKUROはTERUよりも先に会社を辞めている。
- インディーズ時代の1993年、ファンの女性と結婚（のちに離婚）、長男と長女をもうけている。長女がYouTuberのこばしり。であるとされているが、本人は明らかにしていない[41]。
- 両肩と胸、右手人差し指にタトゥーを入れている。
- 運動神経が良く、ライブなどでもしばしばマイクスタンドを使ったハイジャンプを披露する。中学校時代は野球部、高校時代はサッカー部に所属。2013年からJIROと共にフットサルを開始。2014年現在は「TFA」というチームを作り、活動している。
- 絵を描くことが得意であり、GLAYの作品や活動等で披露する事もある。また、GLAYのマスコットキャラクターであるズラーは彼の落書きから生まれたものである。
- 趣味は料理であり、その腕前はメンバーも絶賛するほどである。
- 好きな食べ物は鶏の唐揚げ。本人曰く、「肉料理の王様」。しかし、幼い頃に鳥（雀）に襲われた経験から、鳥（特に小鳥）自体は嫌いである。「BEAUTIFUL DREAMER」のPVで鷹を手懐けるシーンでは後に「とても怖かった」と語っている。なのにも関わらず､ 自身が作詞作曲を手掛けた楽曲に「Little Lovebirds」「RainbirD」といった鳥にまつわる曲が2曲ほど存在する。
- 好きな街のひとつに京都をあげていて、Twitterや京都でのライブやイベントの度に公言したり、プライベートでも比較的頻繁に京都を訪ねては散策するほどお気に入りである。
- TVゲーム好きでモンスターハンターシリーズやファイナルファンタジーXIVをプレイし、一般プレイヤーとの交流も多く行っている。
  - 本人のツイッターアカウントでもTVゲームについてのツイートを行っていたが、ファンからの要望を受け、2017年7月10日からTVゲームの話題については別のツイッターアカウントを使用している[42]。ファイナルファンタジーXIVでTERUが使用しているキャラクター名Mukky Queenをゲーム専用ツイッターアカウントのユーザー名としている[43]。
- 北海道出身であることから、北海道日本ハムファイターズや北海道コンサドーレ札幌のファンである。
- ファンの間では「天然」キャラとして知られ、その不可思議な言動等が親しまれている。
  - 特に「最後のファイナル」「『ボーカル以外のやりたいパート』を聞かれて『レジ打ち』と答える」など、そういった所謂「天然ボケ」な発言が「TERU語録」として親しまれているが、TERU本人曰く「4割ほどはTAKUROが作った話」であり、前述した2つは本当の話であったが、例えば「収録した自分の演奏シーンを見ながら『これ生放送？』なんて絶対言うはずないもん（笑）」とのことで、ただしそれを踏まえた上で「（自分の発言で楽しんでもらえるのは）ありがたいことですけどね」とも語っていた[44]。
- 早寝・早起きの朝型人間である[45]。メンバーではJIROも同様であるが、HISASHIは本人曰く「TERUが起きる頃に寝る」。
- GLAYとしてはボーカルの他にギター、ブルースハープ、ピアノ、タンバリンなどを演奏することもある。また、前述のようにGLAY結成当初はドラムを担当していた。自身作詞作曲の「Little Lovebirds」ではドラムを演奏している他、「SOUL LOVE」のPVでドラムを叩いているシーンが見られる。
- ライブ等で腕を大きく広げるクセはお笑いなどでネタにされるほか、アルバム『GLAY』でも「GLAYを象徴するもの」として腕を広げるTERUの写真がジャケットになっている。
- 石原さとみやEXILEのTAKAHIROなどがTERUのファンを公言している。
- 元メンバーであったAKIRA（上島明）、NOBUMASA（大庭伸公）の脱退時には、脱退に反対の立場を取っていたという（他にHISASHIも反対の立場を取っていた）。
- 人柄が良く､ コミュニケーション能力も高くて誰とでも別け隔てなく接するためかTAKURO同様､ 交友関係が広い。主に漫画家の尾田栄一郎やGRe4N BOYZのHIDE､ timeleszの佐藤勝利､ KAT-TUNの亀梨和也､ BREAKERZのDAIGO､ EXILE NESMITH､ 俳優の武田真治､ お笑いタレントのエハラマサヒロらとはプライベートで頻繁に会うなどとても仲が良い。他にもアンミカ､ MISIA､ HIKAKIN､ SixTONESのジェシー､ ゴールデンボンバーの喜矢武豊､ 綾野剛､ 城田優､ シドの明希､ 高橋みなみ､ 大宮エリー､ INORAN､ 川田裕美､ ハイヒールモモコ､ ［Alexandros］メンバー､ ONE OK ROCKメンバーらとも親交がある模様。他には、実業家・堀江貴文とも親交が深く、堀江主催のHIUが開催するオンライントークイベントに参加したことがある[46]。2024年には大泉洋の兄である函館市長の大泉潤とGLAY公式ホームページで対談を行っている[47]。
- 近年は地元である函館市にプライベートスタジオを設立して､ そこで楽曲制作を行うことが多い[48]。

## 使用ギター
ライブでは「HOWEVER」、「空が青空であるために」、「BE WITH YOU」、「I'm in Love」、「南東風」、「とまどい」、「誰もが特別だった頃」などでギターボーカルを担うことが多い。
- K.Yairi YD-88BK

エレクトリックアコースティックギター。ボディは黒で、サウンドホールのない薄型のボディという、アコースティックギターとしては珍しい仕様となっている。
- Gretsch G6128T-53 Vintage Select '53 Duo Jet

TERUが初めて使用したエレキギター。「デストピア」でレコーディングからトリプルギターのサウンドで制作され、ライブでも披露された。
- K.Yairi BL-130SP

エレアコギター。element-VTCにピックアップを搭載。ボディに矢入賀光のサインが書かれている。

## 参加作品
1. SPEED BALL / D.I.E.（1996年3月15日）
「ダイアルMの女」にボーカルで参加。
2. Mind Drum / TOSHI NAGAI（1996年11月30日）
「Inguz」にTERUがドラム、HISASHIがギター、JIROがベースで参加している。
3. FRAGILE / D.I.E.（1998年4月1日）
「JEWEL (featuring TERU)」にボーカルで参加。TAKUROもギターで参加している。
4. LOVE CLOVER / 中山美穂（1998年4月8日）
「LOVE CLOVER」にコーラスで参加している。作曲・編曲はTAKURO、作詞は中山美穂とTAKUROの共作。
5. D.O.S.Drum / TOSHI NAGAI（1999年7月21日）
「A tes amours!A vos amours!」にボーカルで参加。
6. ZERO LANDMINE / N.M.L.（2001年4月25日）
「ZERO LANDMINE」にボーカルで参加。TAKUROもギターで参加している。
7. 人生海海 / 五月天（2001年7月7日）
「候鳥」にコーラスで参加。TAKUROもギターで参加している。
8. 2001 ライブ・ツアー / 五月天（2002年5月15日）
「アイム・イン・ラブ」にボーカルで参加。JIROもベースで参加している。
9. くずアルバム / くず（2003年3月26日）
「恋なんて」にささやきで参加。TAKUROもギターで参加している。
10. SINGER FOR SINGER / MISIA（2004年12月8日）
「冬のエトランジェ」にコーラスで参加。TAKUROが作詞・作曲。
GLAYのセルフカバーバージョンが「I am xxx」に収録されている。
11. PARADE〜RESPECTIVE TRACKS OF BUCK-TICK〜 / V.A.（2005年12月21日）
「悪の華」にrallyとして参加。
12. IN THE MOOD / 氷室京介（2006年10月20日）
「SAY SOMETHING」にコーラスで参加。TAKURO、HISASHI、JIRO、Toshi Nagaiも演奏に参加。
13. RED RIBBON Spiritual Song 〜生まれ来る子供たちのために〜 / AIDS チャリティ Project（2007年11月28日）
「RED RIBBON Spiritual Song 〜生まれ来る子供たちのために〜」にボーカルで参加。TAKUROもギターで参加している。
14. SHU・HA・RI〜STILL LOVE〜 / MCU（2009年3月11日）
「STILL LOVE」にボーカルで参加。
15. 光-hikari- / JP2HAITI（2011年2月2日）
「光-hikari-」にボーカルで参加。
16. Mayday×五月天 the Best of 1999-2013 / Mayday（2013年11月13日）
「Dancin' Dancin' feat. TERU (GLAY)」にフィーチャリングボーカルとして参加[24]。
17. HALLOWEEN ADDICT / Milky Bunny (2015年11月28日)
「HALLOWEEN ADDICT」の作曲。
18. D'ERLANGER TRIBUTE ALBUM〜Stairway to Heaven〜 / V.A.（2017年9月13日）
INORAN×TERU×HISASHIでD'ERLANGERの楽曲「LULLABY」をカバー。
19. ONENESS M / SUGIZO (2017年11月29日)
「巡り逢えるなら」にボーカルで参加。
20. COSMO / PENTAGON（2019年2月13日）
「COSMO」の作詞・作曲を担当。
21. ONE -we are one- / Samantha Thavasa Family（2019年3月1日）
「ONE -we are one-」に作詞・作曲・ボーカルとして参加[28]。
22. 東京スカパラダイスオーケストラトリビュート集 楽園十三景 / V.A.（2019年3月13日）
「美しく燃える森 / VIVA LA J-ROCK ANTHEMS feat.TERU（GLAY）」にボーカルで参加。
23. 闇鍋 / みゆはん（2019年3月20日）
「足跡」の作詞・作曲。
24. 王様になれ オリジナルサウンドトラック (2019年9月4日)
「スケアクロウ［Live］」でJIROと共に参加。
25. それでも / 城田優×TERU&HISASHI from GLAY（2020年5月8日）
「それでも」にボーカルで参加。
26. THREE COLORS / PARA (2023年11月8日)
「THREE COLORS」にラップで参加。
27. はなむけ / Radio Happy Willows[注 4]（2024年4月1日）
FM802のACCESSキャンペーン2024年度キャンペーンソング。
Radio Happy Willowsの一員としてボーカルで参加[49]。
28. THE HIT PARADE Ⅱ / 松本孝弘 (2024年8月28日)
「落葉」にボーカルで参加。

## 出演

### ラジオ
- TERU ME NIGHT GLAY（1996年 - 、bayfm78、毎週水曜日23:00 - 23:50）
  - 2005年7月18日、『TERU ME NIGHT GLAY』とその前身である番組を含め10周年であることを記念し、ラジオ番組公開録音『TERU ME NIGHT GLAY 10th ANNIVERSARY SPECIAL 〜Summer of 05〜』を千葉ポートパーク円形広場野外ステージで開催。テルミーリスナー12万人の応募者の中から1万人を抽選により選び、招待した。その他、声だけでも聞きたいと集まった50人のテルミーリスナーも参加し、総勢10,050人による公開録音になり、「史上最大のラジオ番組公開録音」としてギネス・ワールド・レコーズに申請された。

### テレビドラマ
- 雪女と蟹を食う 第5話（2022年8月5日、テレビ東京）[50] ※エキストラ出演

### ウェブテレビ
- #タメノミ〜同学年ドリーム飲み会〜（2020年5月1日、ABEMA）[51]

### テレビ番組
- 徹子の部屋（1999年7月9日、2025年4月25日、テレビ朝日系列）[52]
- 土曜はナニする!?（2024年5月25日、フジテレビ系列）[48]

### CM
- 公共広告機構（現ACジャパン）
  - 「TERU登場」（2007年）
  - 「検査に行くということ」（2008年）
- 江崎グリコ
  - 「みんなに笑顔を届けたい。冬篇」（2012年）
  - 「みんなに笑顔を届けたい。LIVE篇」（2013年）